# Cine Trocadero

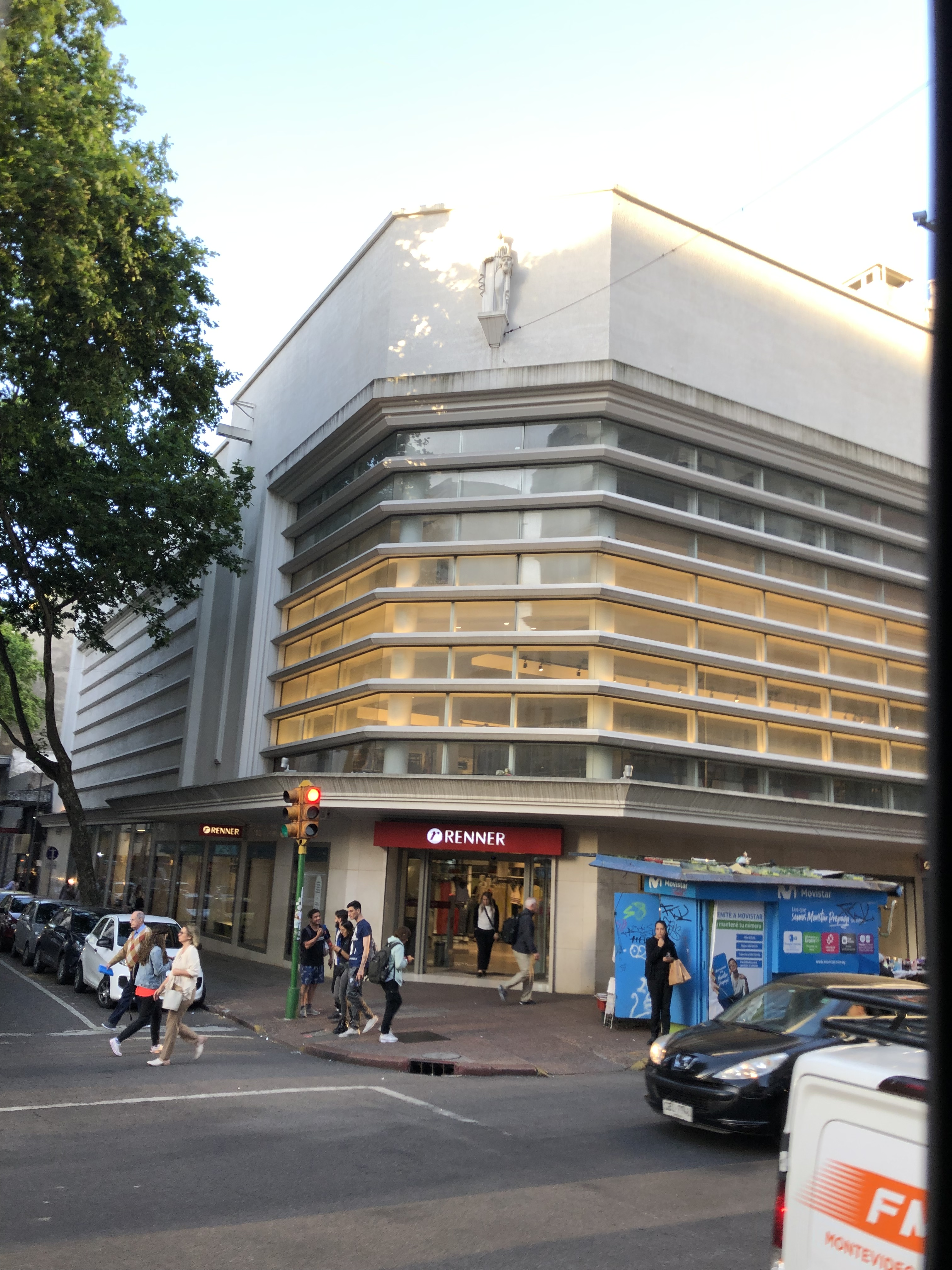
Das ehemalige Kino Trocadero 2022

Das Cine Trocadero ist ein Geschäftsgebäude in der Stadt Montevideo.

## Kino
Für das 1941 errichtete Gebäude im Barrio Centro an der Avenida 18 de Julio, Ecke Yaguarón zeichnete Architekt Rafael Ruano verantwortlich. Seit der Eröffnung am 16. Januar 1941, bei der der Chaplin-Film Der große Diktator gezeigt wurde, bis Juli 2001 war hier das gleichnamige über 1.241 Sitzplätze verfügende Kino ansässig, das aus finanziellen Gründen schließen musste. Mit der Aufführung der Disney-Produktion Atlantis als Abschlussvorstellung endete dessen 60-jährige Unternehmensgeschichte.

## Kirche

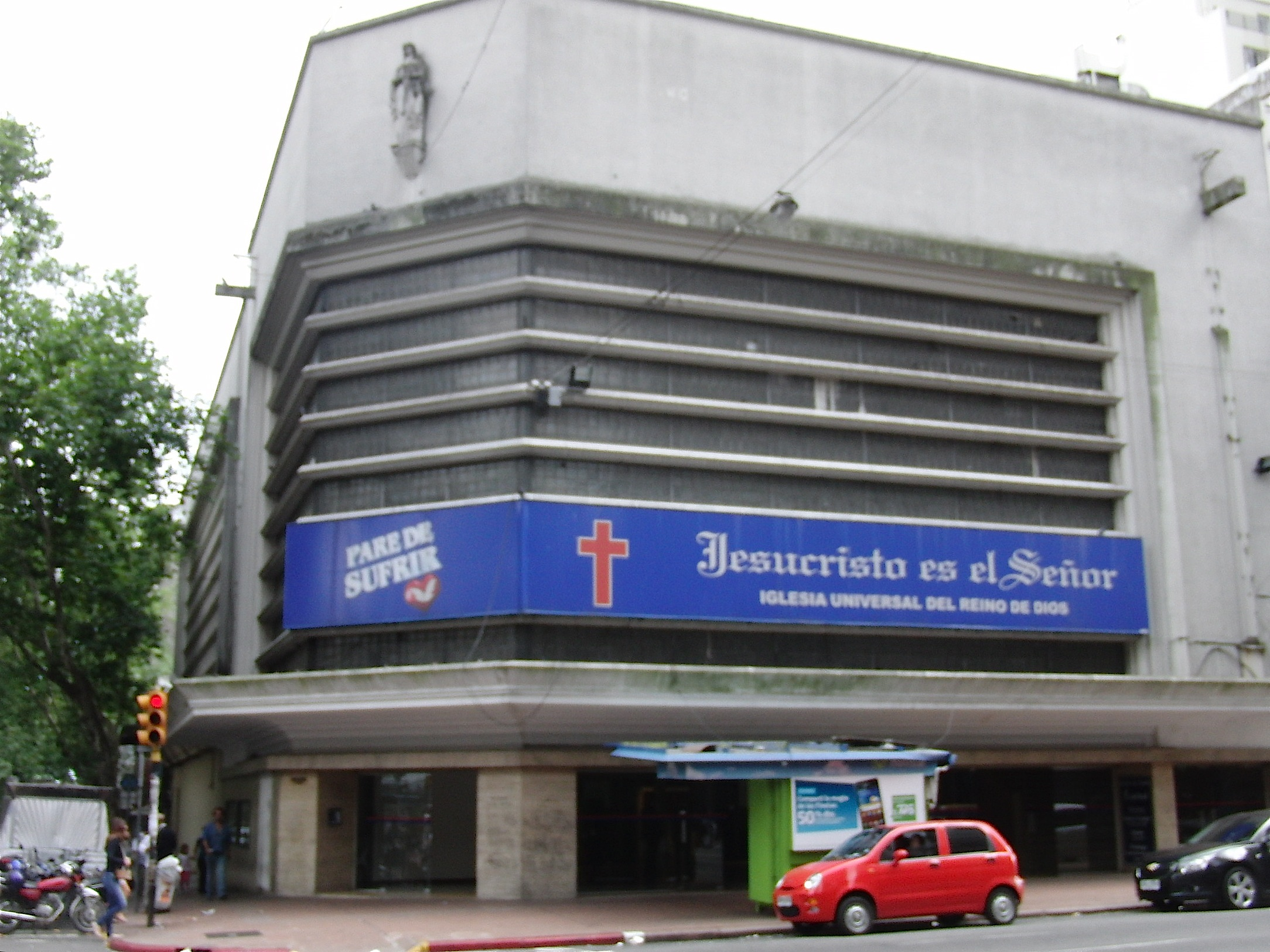
Das Trocadero 2013, als es im Besitz der brasilianischen Sekte war.

Seit 2001 ist im Cine Trocadero ein Ableger der brasilianischen Pfingstkirche Igreja Universal do Reino de Deus (Iglesia Universal del Reino de Dios, IURD) untergebracht. Die von Edir Macedo als Wirtschaftsunternehmen aufgebaute IURD investierte zusammen mit der Sekte Deus é Amor, die Verbindungen in die organisierte Kriminalität Brasiliens hat, insgesamt 4 Millionen US-Dollar in den Kauf des Objektes und tätigte hohe Investitionen an anderer Stelle, was den Verdacht der Geldwäsche weckte. Als Folge des Kaufes sollen in Uruguay die Gesetze zur Geldwäsche verschärft werden.
Zum Jahreswechsel 2009/2010 fand ein Eigentümerwechsel statt und es wurde darüber spekuliert, dass eine Beendigung der Nutzung als Kirche bevorstehenden könnte. Dies scheint jedoch bis zum Jahr 2011 nicht umgesetzt worden zu sein.
2015 wurde es von einer großen Bekleidungskette übernommen und komplett renoviert.